# آمپلیتود
آمپلیتود (انگلیسی: Amplitude) شرکت بازی ویدئویی فرانسوی است، که در سال ۲۰۱۱ تأسیس شد.